# Tasmarubrius hickmani
Tasmarubrius hickmani is een spinnensoort uit de familie Macrobunidae. De soort komt voor in Tasmanië.